# Architektura romańska we Włoszech
Architektura romańska we Włoszech, początki średniowiecza we Włoszech przypadają na okres wewnętrznych walk, anarchii i niepokojów. Dopiero po objęciu władzy kościelnej przez papieża Grzegorza VII daje się zaobserwować pewne uspokojenie w stosunkach społecznych pomiędzy skłóconymi miastami i rodami Italii.
W architekturze włoskiej tego okresu panuje zastój. Powielane są wzory architektury wczesnego chrześcijaństwa. Największą uwagę przywiązuje się do wystroju wewnętrznego i wyglądu elewacji, która często naśladuje osiągnięcia minionych epok. Nowe kościoły budowane są jako bazyliki z dachem opartym na więźbach dachowych, które niekiedy przesłaniają pułapy. Sklepienia na szerszą skalę zaczęto ponownie stosować dopiero w XII wieku. Do podziału wnętrza na nawy stosowane są zazwyczaj kolumny, wieloboczne filary spotykane są niezmiernie rzadko. Podobnie nieczęsto spotyka się wydłużone nawy poprzeczne i jeszcze rzadziej obejścia (wyjątkiem są kościoły św. Zofii w Padwie i św. Stefana w Weronie). Kościoły mają zazwyczaj absydy w osi głównej oraz, zwłaszcza na północy, dodatkowo dwie mniejsze absydy na przedłużeniu naw bocznych. Do pierwszych dzieł z okresu romańskiego należy przebudowa opactwa na Monte Cassino przeprowadzona w latach 1066–1071. Na miejscu istniejącego wcześniej kościoła zbudowano od podstaw nowy klasztor wzorowany na zbudowanej w Rzymie bazylice św. Piotra. Romańskie założenia, mimo licznych ingerencji poczynionych zwłaszcza w okresie baroku, zostały zachowane aż do 1944 r.

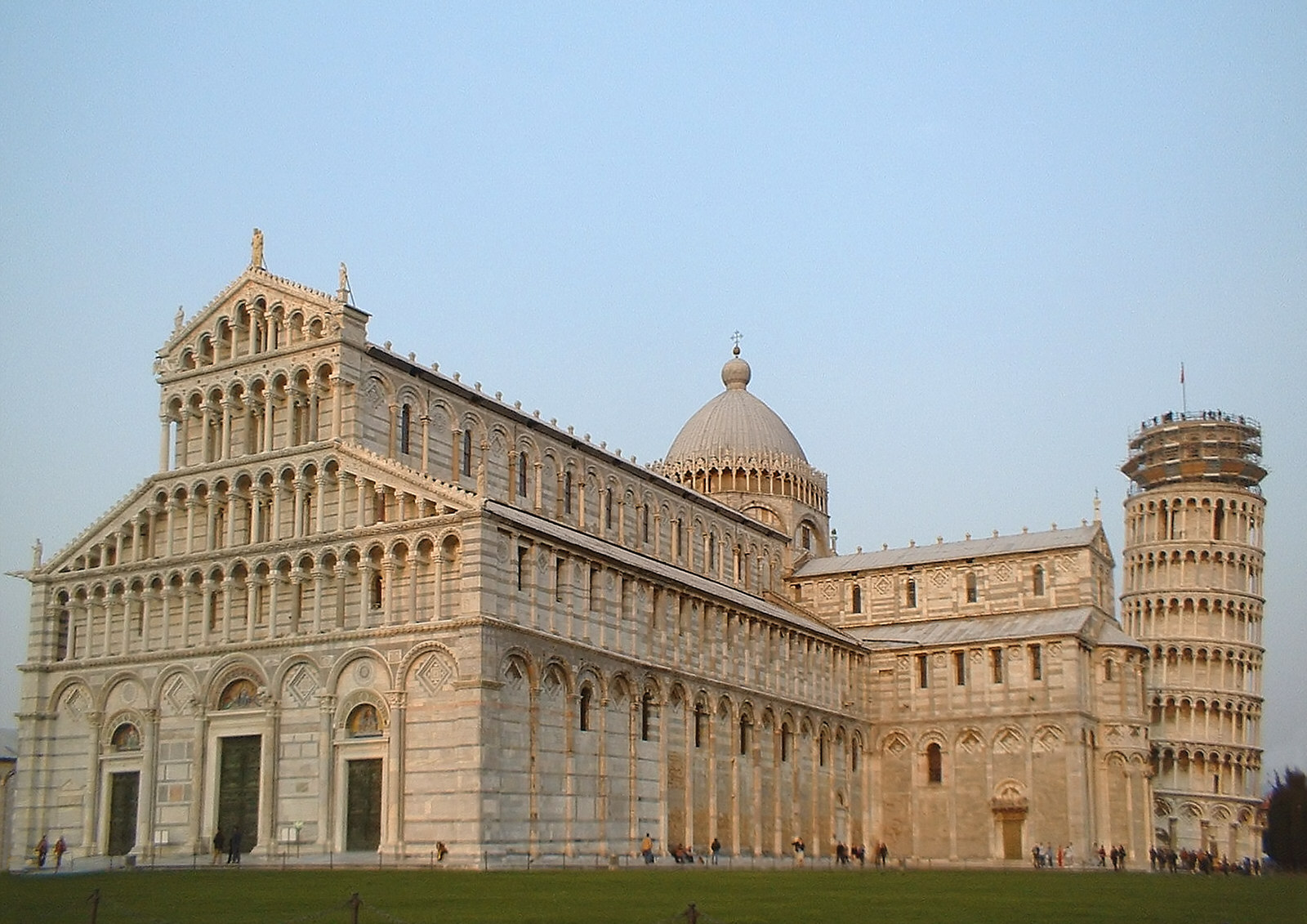
Katedra i Krzywa Wieża w Pizie

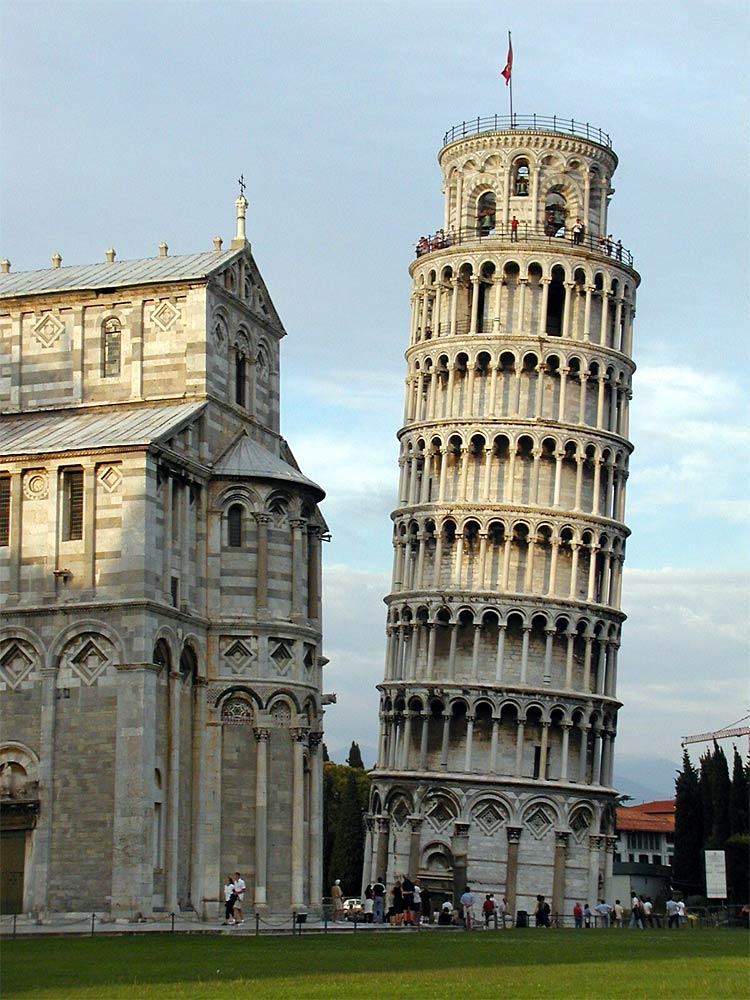
Krzywa Wieża i katedra w Pizie

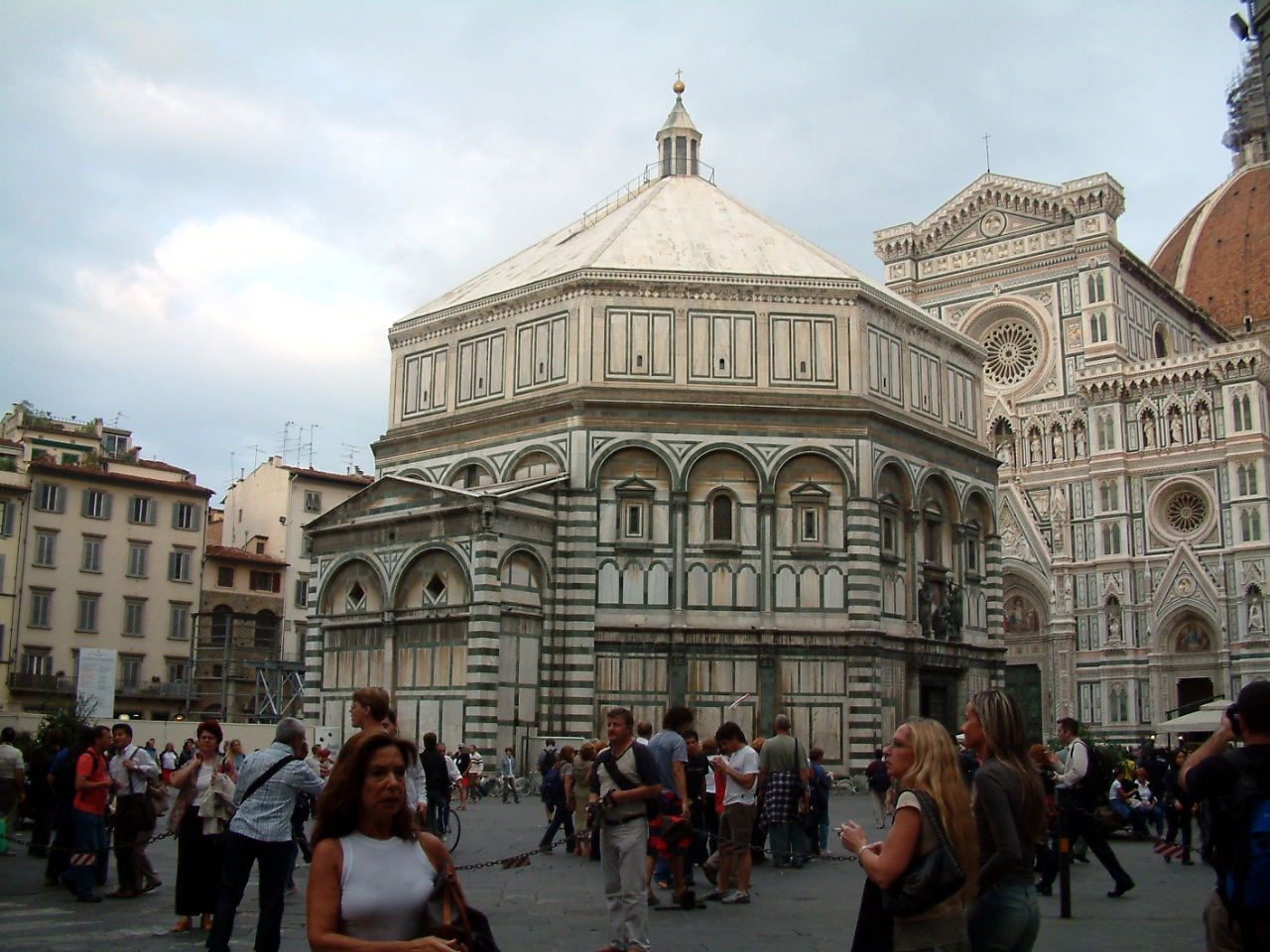
Baptysterium – elewacja

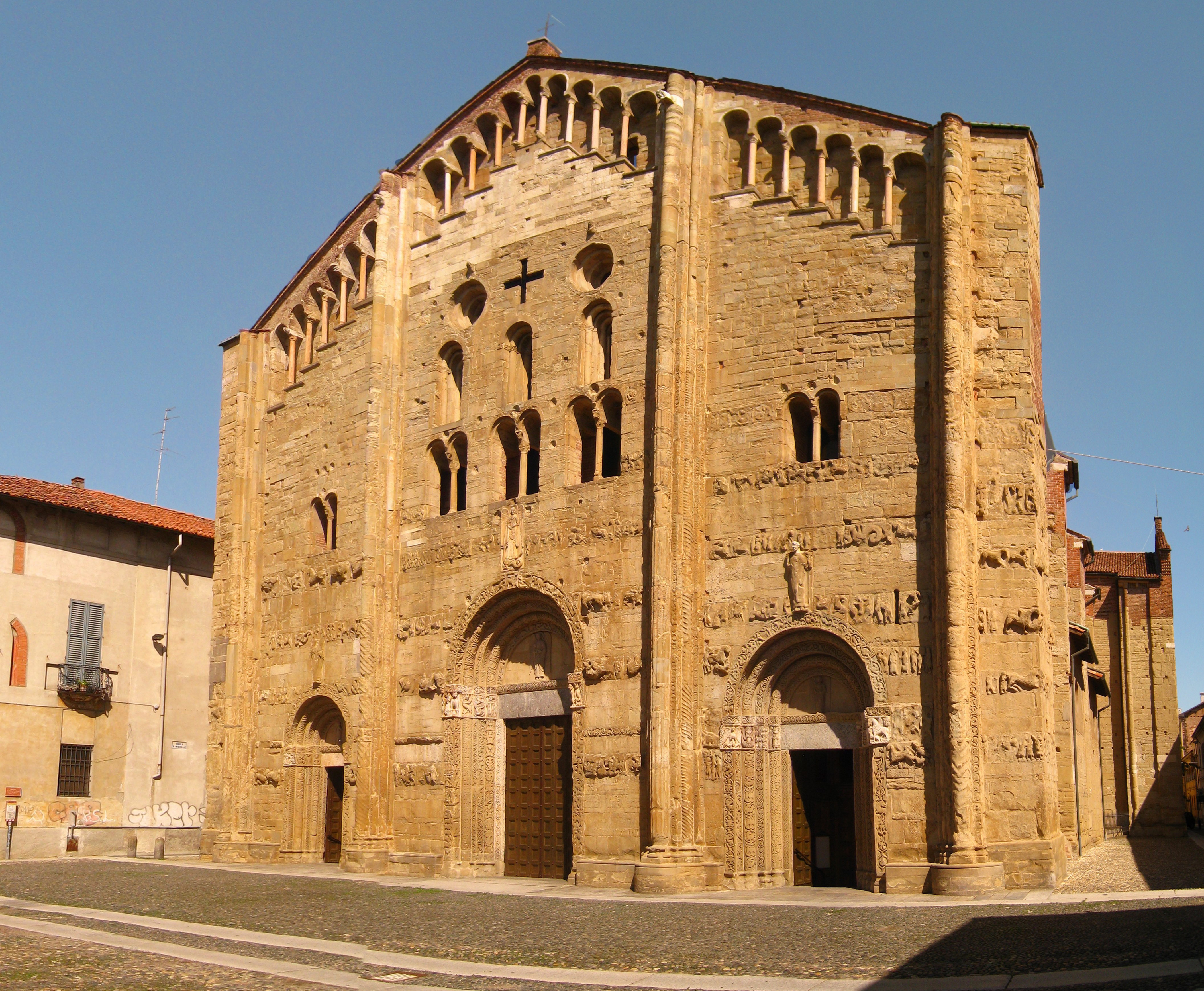
Kościół San Michele w Pawii

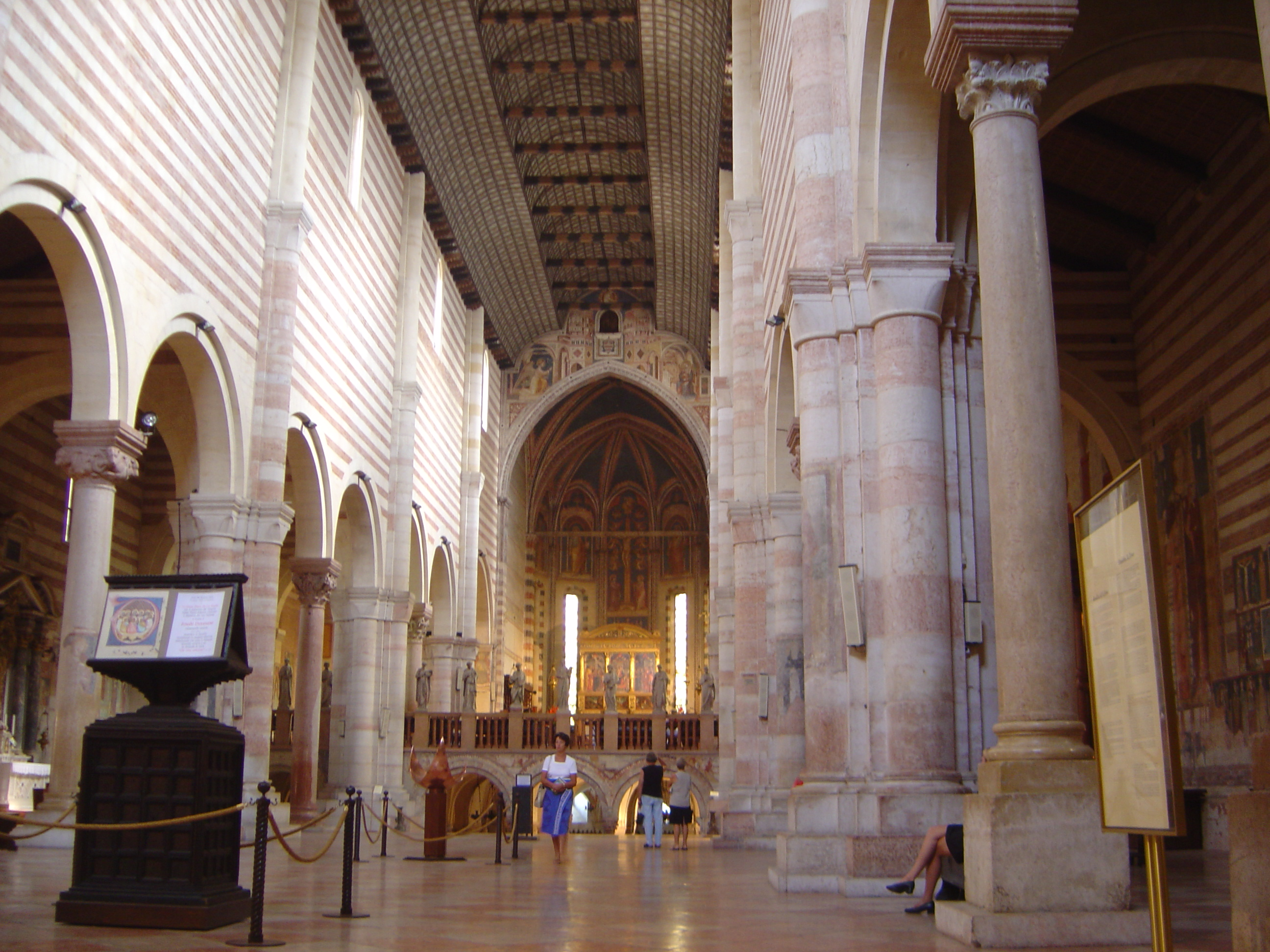
Kościół San Zeno w Weronie – wnętrze

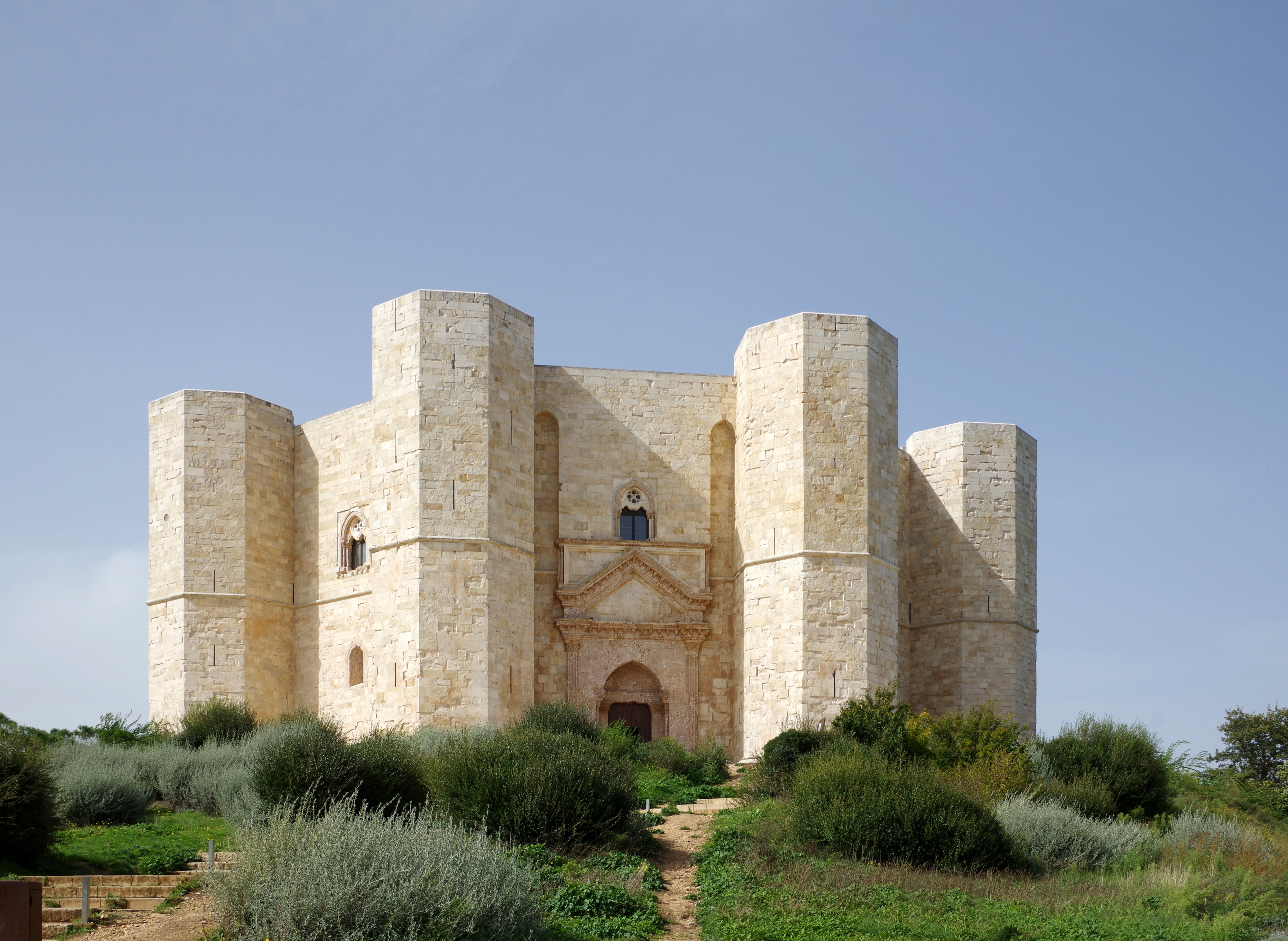
Castel del Monte

Ożywienie można zaobserwować jedynie na północy, w rejonie Lombardii. Spotykane na tym terenie motywy dekoracyjne nawiązują do architektury niemieckiej (północ kraju popierała władzę cesarską). Fasady rozwiązywane są jako wielopoziomowe, arkadowe galerie. Wejścia poprzedzają portale z dekoracją figuralną widoczną także na fasadach. Kolumny portali często są opierane na rzeźbionych lwach lub innych przykucniętych zwierzętach. Dla rejonu Toskanii charakterystyczne są okładziny elewacji z wielobarwnych kamieni (ten sposób zdobienia stosowany był we Florencji jeszcze na początku renesansu). Na południu Italii istotny wpływ wywiera architektura Bizancjum. W tym rejonie budowane są kościoły na planie podłużnym, krzyża łacińskiego lub centralno-krzyżowym z kopułą wspartą na trompach lub żaglach. Wpływy bizantyjskie widoczne są także w wystroju wnętrza. Powstały w tym okresie: kościół San Sabino (ok. 1100) w Canosa, pięciokopułkowy kościół San Corato w Molfetta i trójkopułkowy San Francesco w Trani. Z tego okresu pochodzi także zbudowana w stylu bizantyjskim bazylika św. Marka w Wenecji.

## Przykłady
Do ciekawszych zabytków romańskich należą:
- Emilia-Romania:
  - katedra w Ferrarze z romańską fasadą
  - katedra w Cesenie
- Lombardia:
  - kościół Sant’Ambrogio w Mediolanie, zbudowany w IV wieku został przebudowany w XI–XII wieku. Z XI wieku pochodzi obecny układ budowli. Najstarszym elementem są trzy absydy i poprzedzające je przęsło. Pod koniec XI wieku przebudowano korpus kościoła z zastosowaniem systemu wiązanego. Nad nawami bocznymi zastosowano sklepienia krzyżowe, nawę boczną przykryto dopiero pod koniec XII wieku sklepieniem krzyżowo-żebrowym (datowanym niekiedy na 1128, co zdaniem większości badaczy jest mało prawdopodobne). Z XII wieku pochodzi także kopuła nad przęsłem wschodnim (nad grobem świętego). W 1150 zastąpiono wczesnochrześcijańskie atrium nowym z dekoracjami w postaci lizen i fryzów arkadowych. Do kościoła przylegają dwie wieże: Wieża Kanoników z XII wieku i Wieża Mnichów z XV wieku.
  - kościół Sant’Abbondio w Como (1063–1095), pięcionawowa bazylika o monumentalnej fasadzie. Rozwiązano ją z zachowaniem podziału lizenami na układ odtwarzający wewnętrzny podział na nawy. Każda część elewacji otrzymała osobne zwieńczenie ozdobione fryzem arkadowym. Zachowane są przylegające do fasady półkolumny, pozostałość po nieistniejącym portyku poprzedzającym wejście.
  - kościół San Michele w Pawii (1100–1160), zachował się romański portal w fasadzie kościoła. Jego ościeża i archiwolty pokryte zostały dekoracją z wici roślinnej. Powyżej portalu, na fasadzie, można zobaczyć wyrzeźbiony fryz o motywach figuralnych i zoomorficznych. Portal został wykonany w pierwszej połowie XII wieku przez rzeźbiarzy należących do szkoły Komasków.
  - Kampanila w opactwie Pomposa w Emilii (niedaleko Ferrary), zbudowana w 1063 obok istniejącego kościoła stanowi przykład typowej lombardzkiej wieży. Elewację zdobią lizeny i arkadowe fryzy. W sposób ciekawy został rozwiązany układ okien. Cztery najniższe kondygnacje mają po jednym, co kondygnację to szerszym oknie. Od piątej kondygnacji wzrasta nie tylko szerokość, ale i liczba okien aż do czterech na dziewiątej kondygnacji.
  - kościół San Zeno Maggiore w Weronie z zachowanym portalem w elewacji zachodniej z ok. 1138 r. Oprócz typowych dla Lombardii układów lizen, arkad i lwów podpierających jego kolumny, portal zdobią umieszczone po jego bokach dekoracje figuralne w obramowaniach pokrytych wicią roślinną. W kwaterach umieszczono rzeźby ilustrujące Księgę Rodzaju (po prawej stronie) i sceny Nowego Testamentu (po lewej stronie). Po prawej stronie dwie najniższe kwatery wypełniają sceny opowiadające o porwaniu króla Teodoryka do piekła. Brązowe drzwi zmontowane z rzeźbionych płyt pochodzą z XII wieku.
  - katedra w Parmie z dwunastowieczną fasadą umieszczoną pomiędzy dwiema wieżami, ozdobioną arkadowymi galeriami. Dwa poziome rzędy trójdzielnych okien przecina umieszczony pośrodku portyk z kolumnami opartymi na figurach lwów i przykrywającym go dwuspadowym daszkiem poniżej arkad wyższego piętra. W jego pionowej osi wkomponowano potrójne okno w linii dolnego piętra arkad i duży, pojedynczy otwór w poziomie wyższych okien. Nad nimi, pod linią dachu przykrywającego budowlę, umieszczono arkady okien ukośnie. Całość tworzy harmonijną kompozycję o równomiernie rozłożonych akcentach architektonicznych.
  - baptysterium w Parmie – (XII–XIII wiek) – zbudowane na planie ośmioboku, wewnętrzny podział został zagęszczony do szesnastoboku. W grubości muru umieszczono niewielkie, półokrągłe nisze. Co trzecie pole, zamiast niszy, przypadają wejścia poprzedzone portalem. W osi wejścia głównego, nisza ma plan prostokąta. Wnętrze obiega dwupoziomowa galeria. Budowlę wieńczy szesnastoboczna, żebrowana kopuła z XIII wieku. Elewację zdobią na parterze płytkie arkady, powyżej których umieszczono czteropiętrową kolumnową galerię oddzieloną poziomymi pasami architrawów. W narożach budowli umieszczono przypory.
  - katedra w Cremonie
  - katedra w Ankonie
- zespół obiektów w Pizie: katedra, kampanila, baptysterium i cmentarz Camposanto Monumentale. Jeden z najstarszych zabytków romańskich Italii został zlokalizowany na jednym placu.
  - Najstarsza jest katedra, zbudowana w latach 1063–1118 na planie krzyża łacińskiego. Wnętrze zostało podzielone na pięć naw przy pomocy monolitycznych kolumn o korynckich kapitelach. Kolumny wsparte są na attyckich bazach, pochodzących z wcześniejszych budowli. Nawa główna przykryta jest drewnianym stropem, boczne sklepieniami krzyżowymi. Nad skrzyżowaniem naw z transeptem umieszczono eliptyczną kopułę. Wnętrze ozdobiono białym marmurem i zielonym serpentynem ułożonym na przemian w pasy. Podobnie potraktowano elewacje zewnętrzne, dodając w fasadzie dekoracje w kształcie rombów. Portale fasady zdobią kolorowe mozaiki. Najniższą kondygnację zdobią przyścienne arkady okalające kościół, powyżej wykonano arkadowe galerie, wpisując je w fasadzie w bazylikową sylwetkę budowli. Przez zastosowanie nieregularności rozmieszczenia arkad, krzywizn korygujących złudzenia optyczne, osiągnięto efekt niezwykłej harmonii przy jednoczesnej prostocie zastosowanych środków.
  - Stojąca obok krzywa wieża budowana była z przerwami od 1174 do 1350. (Przerwy w budowie były spowodowane odchylaniem się wieży od pionu). Jej elewacja została ozdobiona, podobnie jak elewacja katedry – na najniższej kondygnacji przyściennymi arkadami, wyżej arkadowymi galeriami.
  - Budowę baptysterium rozpoczęto w 1153, ukończono w 1253. Zostało rozwiązane na planie koła z obejściem i emporą wewnątrz. Elewacje ozdobiono arkadami, do których w okresie późniejszym dodano elementy gotyku – wimpergi i pinakle. Całość przykryto stożkową kopułą, w latach późniejszych zasłoniętą sferyczną powłoką.
  - Cmentarz Camposanto został zbudowany na planie prostokąta otoczonego szerokimi krużgankami przylegającymi do zewnętrznych murów. Układ budowli zachował się, ale dekoracje pochodzą z okresu późniejszego.
- Florencja:
  - kościół San Miniato al Monte został zbudowany w XI–XII wieku, na miejscu wcześniejszej budowli jako trójnawowa bazylika. Wnętrze podzielone kolumnami o wzorowanych na porządku korynckim kapitelach, przykrywa otwarta więźba dachowa. Trzy przęsła budowli oddzielają od siebie poprzeczne łuki oparte na filarach wzmocnionym półkolumnami. Trzecie przęsło ma podwyższoną posadzkę, pod którą została umieszczona krypta ze sklepieniem krzyżowym. Ściany wewnętrzne i elewacje pokrywają inkrustacje z barwnych płyt kamienia ułożone w geometryczne wzory. Podobnie rozwiązano dekorację posadzki. Fasadę zdobi także bogata, bizantyjska mozaika.
  - elewacja baptysterium
- krużganki wirydarzy zbudowane w latach 1215–1232 przy rzymskich bazylikach św. Jana na Lateranie i św. Pawła za Murami
- budowle świeckie:
  - wieże mieszkalne w Bolonii: Torre Asinelli (1109) i Torre Garisenda (1110), Pizie i Sienie
  - zamek Castel del Monte w Apulii (1240),
  - ratusz w Piacenzy
- Toskania:
  - katedra św. Zenona w Pistoi z romańsko-renesansową fasadą